# 司马贺
赫伯特·亚历山大·西蒙（英語：Herbert Alexander Simon，1916年6月15日—2001年2月9日），漢名为司马贺，美国学者、计算机科学家和心理学家，研究领域涉及认知心理学、计算机科学、公共行政、经济学、管理学和科学哲学等多个方向。
為1975年圖靈獎得主，1978年，獲得諾貝爾經濟學獎。

## 生平
西蒙的父親阿瑟·西蒙（Arthur Simon）是德國猶太人，電機工程師，於德國達姆施塔特工业大学獲得學士，並於1903年遷居美國。西蒙母親的家庭是猶太、路德教派及天主教混合背景，自幼家境優渥，是一名專業的鋼琴家。
西蒙在幼年，受大自己三歲的母系親戚哈洛德啟發甚深。哈洛德·默克尔（Harold Merkel）是西蒙母親之弟，這多少也影響西蒙未來選擇以人類行為為終生治學之標地。西蒙自幼熟讀經濟學家理查德·伊利的經濟學書籍，於1933年進入芝加哥大學，師從挪威經濟學家特里夫·哈維默與荷蘭經濟學家特亞林·科普曼斯，1943年獲得芝加哥大學政治科學博士，1949年被聘為卡內基梅隆大學的教授。其與前輩古利克（Luther Gulick）及同輩沃尔多（Dwight Waldo）的爭論亦在學術上留下重要的一頁。
西蒙不僅僅是一个通才、天才，而且是富有创新精神的思想者。他是现代许多重要学术领域的创建人之一，如人工智能、信息处理、决策制定、解决问题、注意力经济、组织行为学、复杂系统等。他创造了术语有限理性（Bounded rationality）和足夠滿意，也是第一个分析复杂性架构（architecture of complexity）的人。
西蒙的天才和影响使他获得了很多荣誉，如：1975年的图灵奖、1978年的诺贝尔经济學奖、1986年的美国国家科学奖章和1993年美国心理学会的终身成就奖。
西蒙對中國大陸學術界有較深影響。 “乒乓外交”打破了中美堅冰後的1972年7月，赫伯特·西蒙作為美國計算機科學代表團成員首次訪問中國，後多次訪華交流講學及合作研究。其中文名字司馬賀，即是他1980年作為美國心理學代表團成員第二次訪華時所起，其本人70多歲的年齡開始學習漢語。1994年当选为中国科学院外籍院士。